# Евдокия Ивановна (дочь Ивана III)
Евдокия Ивановна (1492 — 1513) — дочь великого князя московского Ивана III Васильевича и Софьи Палеолог, жена татарского царевича Худай-Кула (Кудайкула).
Евдокия стала самым последним ребёнком Ивана III во втором браке с Софьей Палеолог. Она родилась в 1492 году. В 1506 году брат, великий князь Василий III, выдал её за татарского царевича Худай-Кула, принявшего православие под именем Пётр Ибрагимович. В этом браке родилась дочь Анастасия, впоследствии жена князя Фёдора Михайловича Мстиславского и князя Василия Васильевича Шуйского. Евдокия умерла совсем молодой в 1513 году.
У Евдокии Ивановны палеогенетики определили митохондриальную гаплогруппу HV0.